# 张济 (汝南)
张济（？—？），字元江。汝南細陽人。东汉官員，官至司空。

## 生平
好儒學，曾任河南尹，光和年間任司空，任內奉承宦官，收取賄賂，不敢彈劾宦官子弟。後因病被罷免，死後漢靈帝感念舊恩，贈車騎將軍、關內侯印綬。一年後，楊賜受封臨晉侯，楊賜上奏表示不宜單獨受封，願意分食邑給同是當年侍講的劉寬和張濟，於是兒子張根受封蔡陽鄉侯。

## 親屬

### 遠祖
- 張耳，西漢初年趙王。

### 曾祖父
- 張酺，東漢初年三公。

### 兄弟
- 張喜，張濟之弟，初平年間司空

### 子
- 張根，蔡陽鄉侯。